# Río de Talea
Río de Talea är en ort i Mexiko.   Den ligger i kommunen San Lorenzo Texmelúcan och delstaten Oaxaca, i den sydöstra delen av landet, 400 km sydost om huvudstaden Mexico City. Río de Talea ligger 1 869 meter över havet och antalet invånare är 484.
Terrängen runt Río de Talea är kuperad åt nordväst, men åt sydost är den bergig. Runt Río de Talea är det glesbefolkat, med 15 invånare per kvadratkilometer. Närmaste större samhälle är El Arador, 4,2 km nordväst om Río de Talea. I omgivningarna runt Río de Talea växer i huvudsak städsegrön lövskog.